# Meir Michaelis
Meir Michaelis (1905 – 2005) è stato uno storico israeliano.

## Biografia
Meir Michaelis effettuò approfonditi studi relativi alla questione ebraica e riguardanti in gran parte il periodo del fascismo, in Italia. Si interessò ad esempio alla personalità del gerarca ferrarese Italo Balbo indagandone il suo peculiare atteggiamento nei confronti della politica antisemita dalla quale prese in varie occasioni le distanze.

Con lo storico italiano Renzo De Felice sostenne che l'antisemitismo fascista fu determinato dalla volontà di facilitare l'avvicinamento tra Germania ed Italia.